# Rochebaron
El Rochebaron es un queso azul industrial tierno hecho de leche cruda de vaca en la ciudad de Beauzac, región de Auvernia, Massif Central, Francia.
Este queso es uno de los varios que se hacen cuajando la leche y separando la cuajada del suero. Se prensa en moldes y se le clavan alambres impregnados de Penicillium glaucum para producir las vetas azules del producto final. Su corteza es de color gris.
El Rochebaron suele venderse por piezas, con un peso medio de 600 g.
- Datos: Q2797509
- Multimedia: Rochebaron / Q2797509